# Myiarchus yucatanensis
Caça-moscas-do-iucatão ou maria-cavaleira-do-iucatão (Myiarchus yucatanensis) é uma espécie de ave da família Tyrannidae.
Pode ser encontrada nos seguintes países: Belize, Guatemala e México.
Os seus habitats naturais são: florestas secas tropicais ou subtropicais e florestas secundárias altamente degradadas.